# Prairie du Chien (hrabstwo Crawford)
Prairie du Chien – miejscowość w Stanach Zjednoczonych, w stanie Wisconsin, w hrabstwie Crawford.